# Astrapia nigra
L'astrapia degli Arfak o astrapia maggiore (Astrapia nigra (J. F. Gmelin, 1788)), conosciuta anche come gazza del paradiso, è un uccello passeriforme della famiglia Paradisaeidae.

## Descrizione

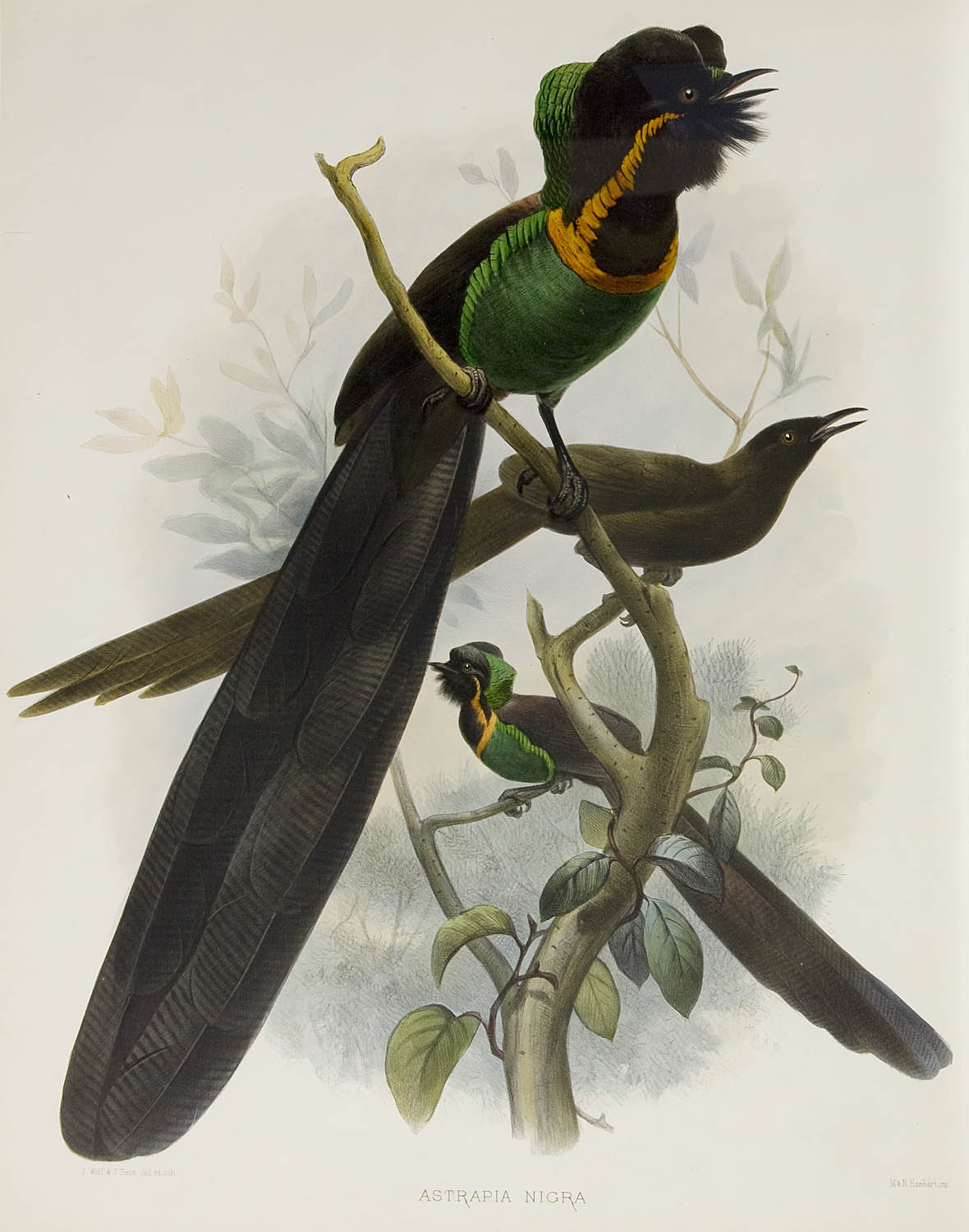
Illustrazione con maschio in primo piano e femmina in secondo piano.

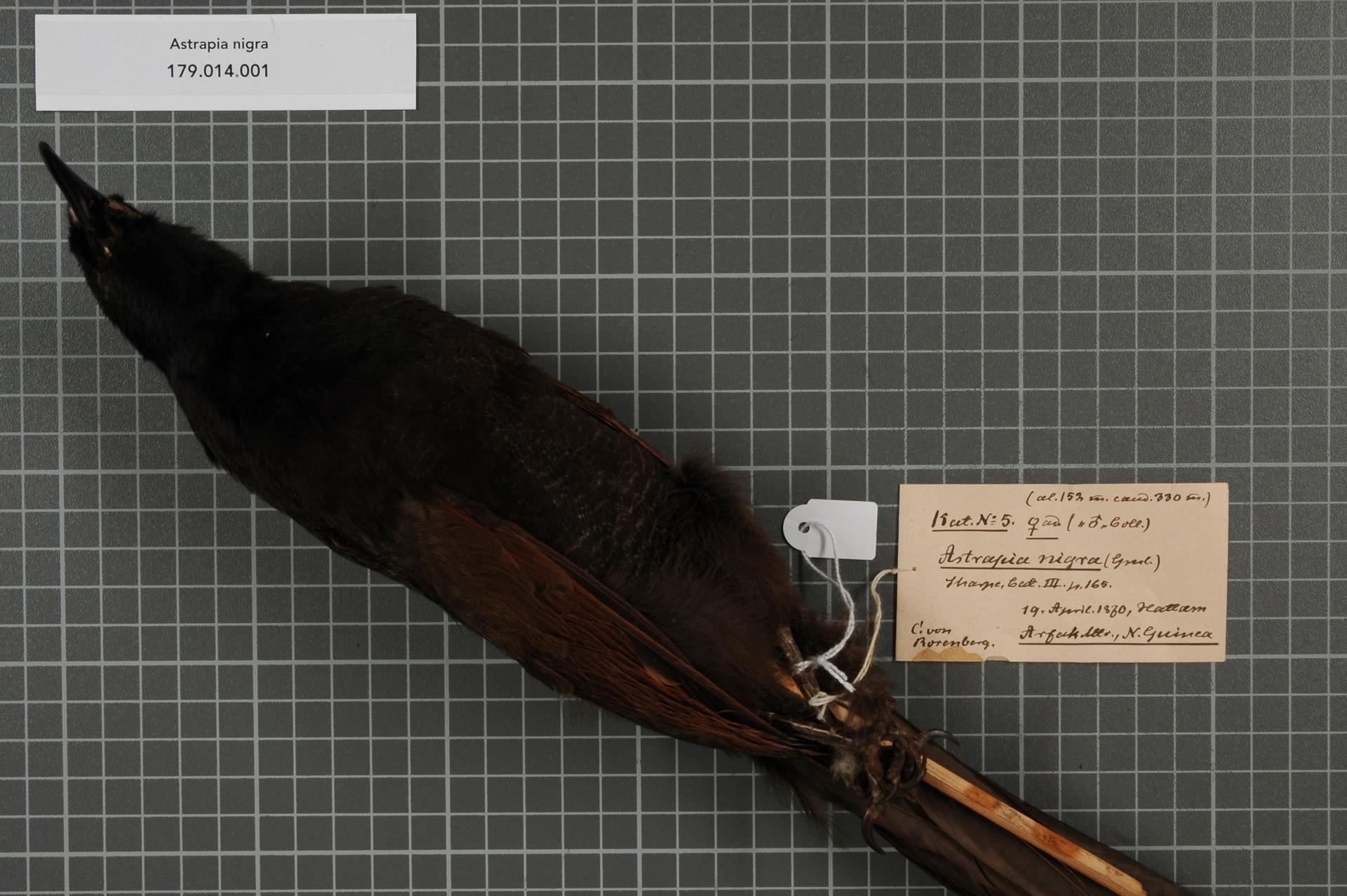
Una femmina impagliata.

### Dimensioni
I maschi misurano fino a 76 cm di lunghezza, mentre le femmine raggiungono i 50: tali misure prendono però in considerazione anche la coda, che nelle femmine è lunga poco meno del corpo, mentre nei maschi è ben più lunga e può misurare anche il doppio rispetto alla lunghezza del corpo.

### Aspetto
L'aspetto dell'astrapia degli Arfak può ricordare quello di uno storno tropicale nella fisionomia, tuttavia questi uccelli, e nella fattispecie i maschi, presentano alcune peculiarità, specialmente nella forma delle penne.

Come nelle altre astrapie e più genericamente negli uccelli del paradiso, anche in questa specie il dicromatismo sessuale è piuttosto netto: la femmina è infatti di colore bruno su tutto il corpo, più scuro su testa, petto e dorso (dove diviene quasi nerastro), mentre sulle penne remiganti e sulla coda diviene di un caldo color nocciola e sul ventre assume un aspetto marmorizzato dovuto ai margini biancastri delle singole penne. Il maschio, invece, presenta testa (comprese le guance, che presentano un lungo ciuffo di penne erettili), dorso e gola di colore nero sericeo con riflessi metallici verdi, mentre le penne di ali e coda sono anch'esse nerastre, con riflessi metallici purpurei: sulla nuca è presente una mantellina erettile di colore verde iridescente, ed anche il ventre è dello stesso colore. Sotto il becco è presente una bavetta di colore azzurro iridescente, mentre ai due lati dello stesso si diparte una banda di penne arancioni che percorre i lati del collo e si congiunge sul petto, delimitando l'area verde della gola. In ambedue i sessi becco e zampe sono neri, mentre gli occhi sono di colore bruno e circondati da un anello perioculare nudo e grigiastro che si prolunga in una sottile striscia di pelle nuda fino al foro auricolare.

## Biologia

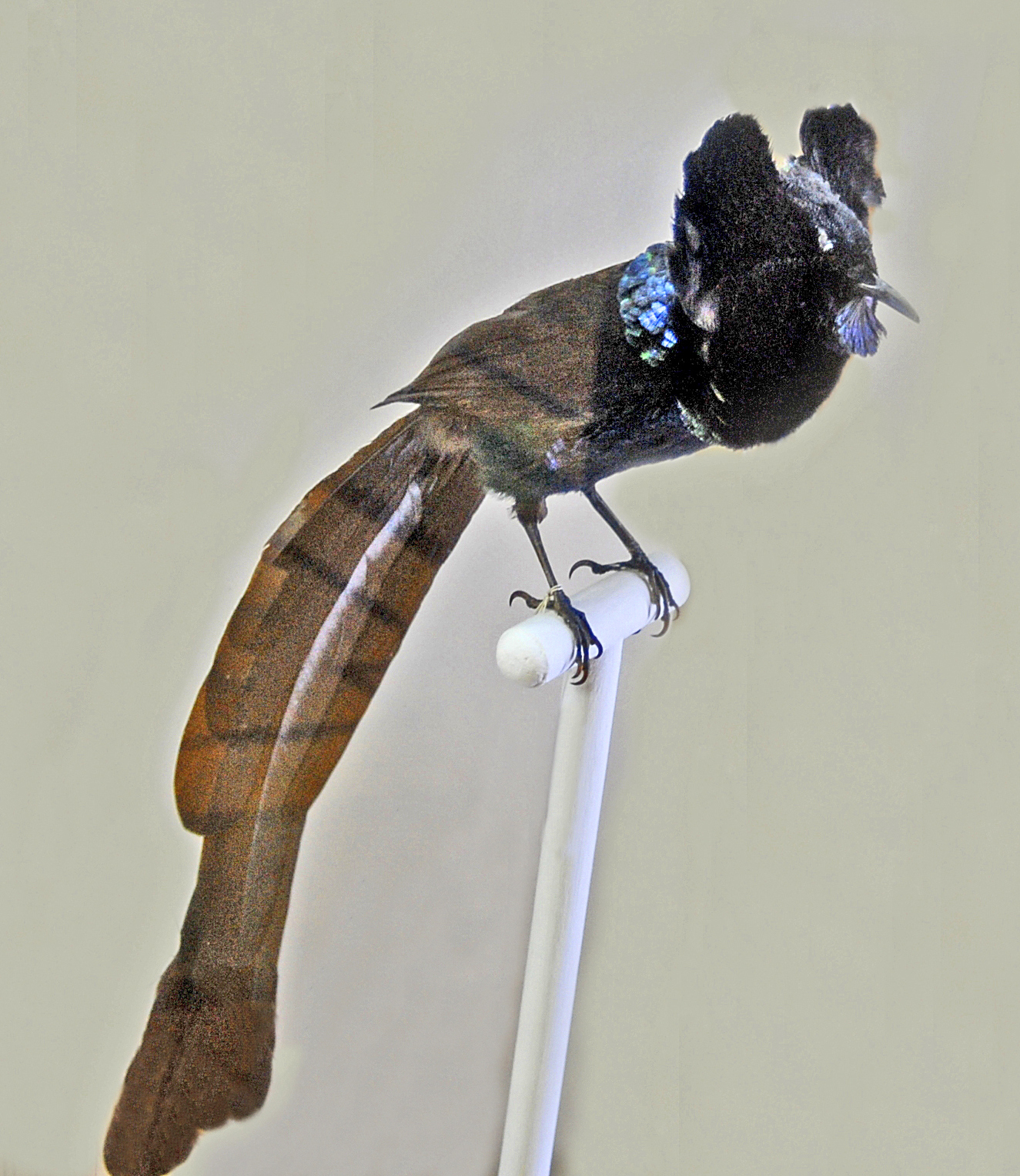
Un maschio impagliato in posizione di corteggiamento.

Le astrapie degli Arfak sono uccelli dalle abitudini diurne e solitarie, molto timidi e relativamente silenziosi rispetto alle altre specie congeneri: essi tendono a muoversi fra i rami alti della canopia alla ricerca di cibo, pronti a rifugiarsi nel folto della vegetazione al minimo segno di pericolo.

### Alimentazione
Si tratta di uccelli frugivori, ma che non disdegnano di nutrirsi anche di insetti o altri piccoli invertebrati di tanto in tanto: non si dispone però di dati diretti sulla composizione della loro dieta.

### Riproduzione
La riproduzione di questi uccelli non è mai stata osservata integralmente: sono stati osservati giovanili e immaturi nei nidi in giugno-agosto. Sebbene si presuma che l'evento riproduttivo dell'astrapia degli Arfak segua i pattern delle altre astrapie e in generale dei paradiseidi poligami, e che non se ne discosti significativamente per modalità e tempistiche, se ne ignorano molti passaggi chiave: ad esempio, non si conosce se i maschi di questa specie, per attrarre le femmine con cui accoppiarsi, si esibiscano in parate solitarie o se invece formino dei lek.

## Distribuzione e habitat
Come intuibile dal nome comune, l'astrapia degli Arfak è endemica degli omonimi monti lungo la costa orientale della penisola di Doberai, nella porzione nord-occidentale dell'Irian Jaya: la si trova anche sui vicini monti Tamrau.
L'habitat di questa specie è rappresentato dalle aree di foresta pluviale e foresta nebulosa subalpina e montana, anche secondaria, fino ai 2250 m di quota.

## Tassonomia
Il nome scientifico dell'astrapia degli Arfak deriva dal latino ātĕr-a-um, "nero", in riferimento alla colorazione dei maschi.
Inizialmente ascritta da Gmelin al genere Paradisaea, a specie è monotipica.
L'areale dell'astrapia degli Arfak si sovrappone a quello della paradisea dal becco a falce, con la quale sono noti casi di ibridazione descritti in passato come due specie a sé stanti, in seno però al genere Epimachus: si tratta, rispettivamente, di Epimachus astrapioides Rothschild, 1897 ed Epimachus ellioti Ward, 1873.

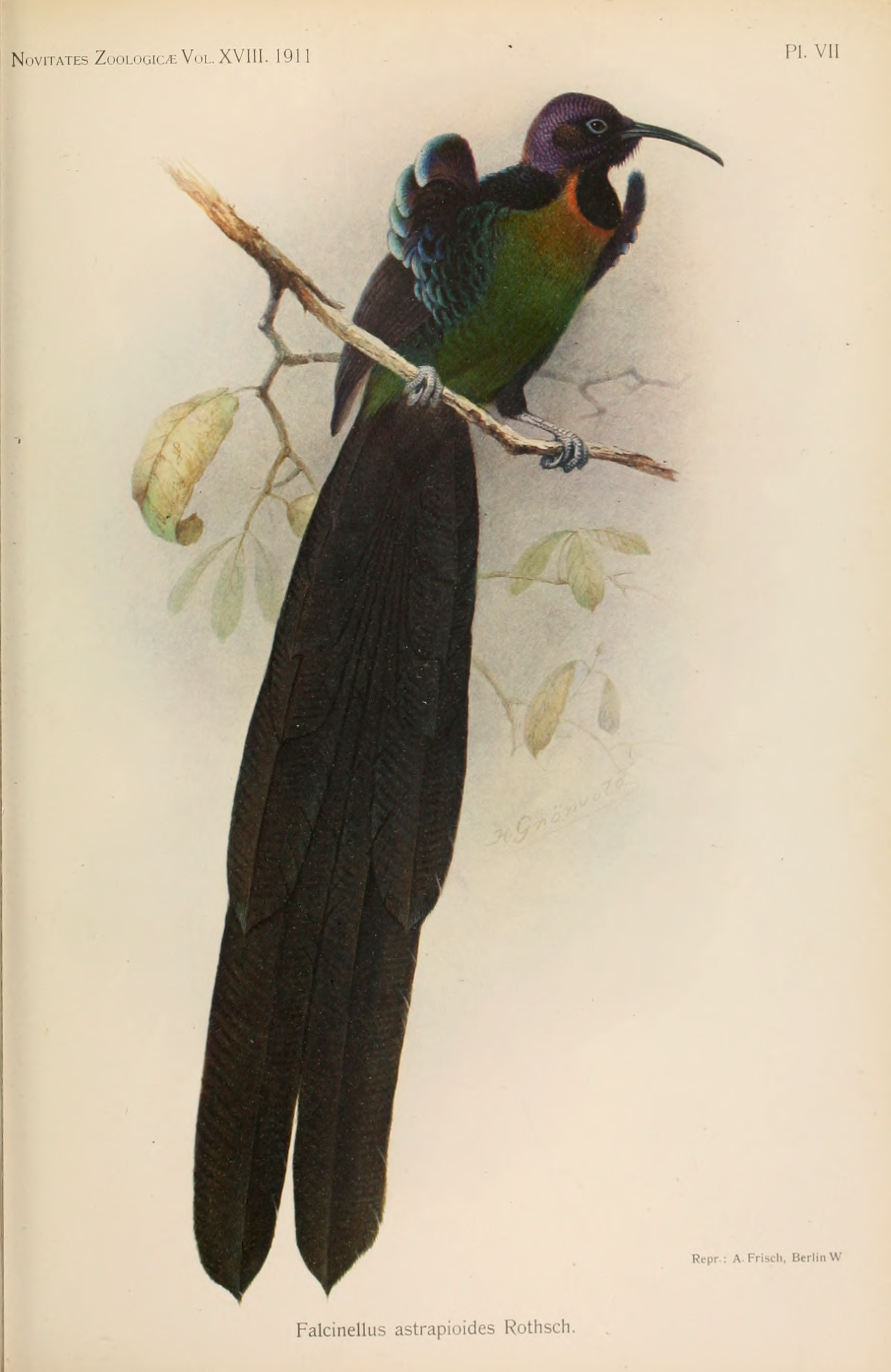
Epimachus astrapioides
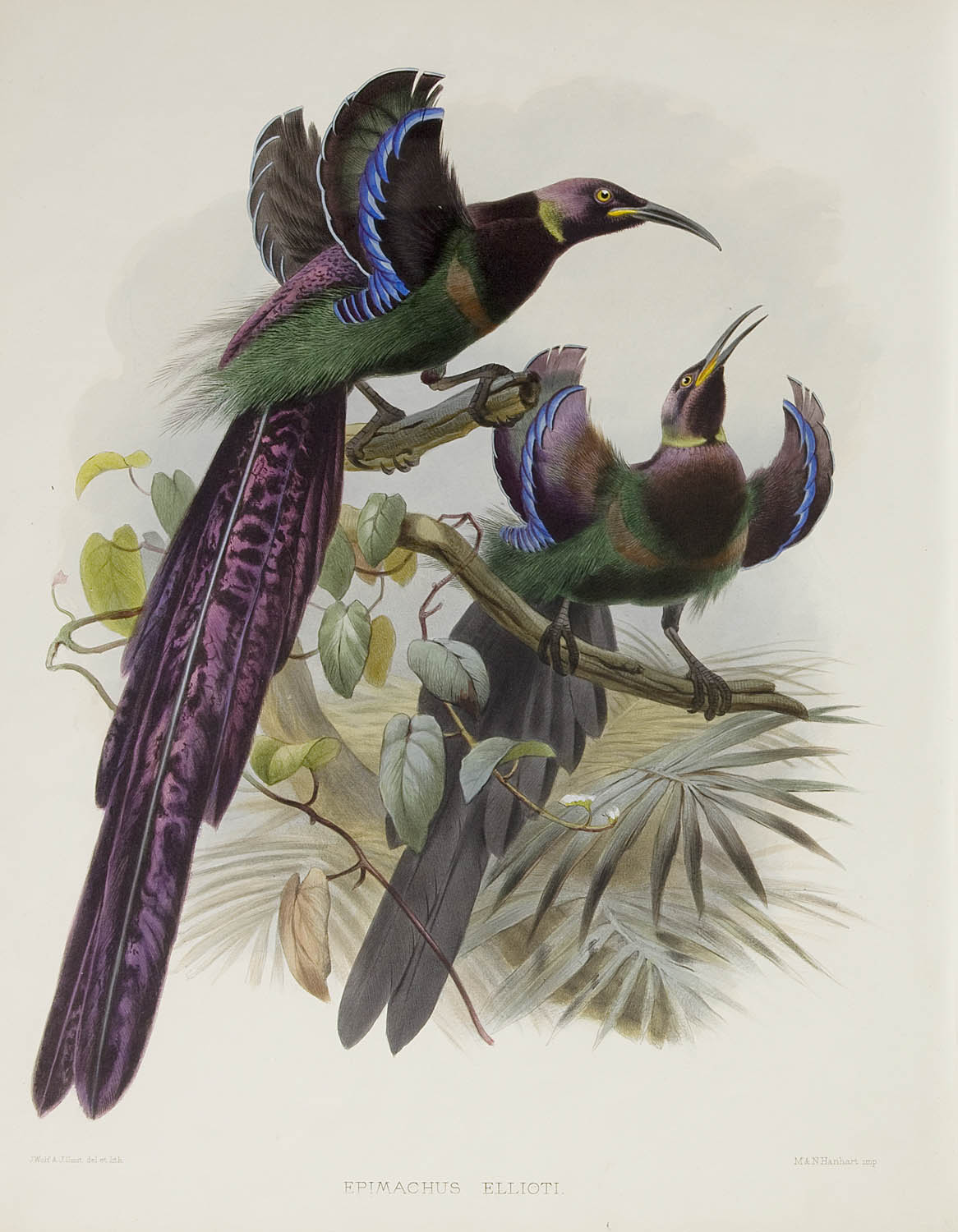
Epimachus ellioti